# Doncsecz Ákos
Doncsecz Ákos (Kétvölgy, 1988) Magyarországi születésű szlovén író, szlavista, műfordító, kutató.

## Élete
A Vas megyei Kétvölgyről származik. 2007-ben érettségizett a SZOI Vörösmarty Mihály Gimnáziumban Szentgotthárdon. Egyetemi tanulmányait előbb Szombathelyen, a Savaria Egyetemi Központ (korábban Berzsenyi Dániel Tanárképző Főiskola) szlavisztika szakán végezte. Később Szlovéniában beiratkozott a Maribori Egyetem szlovén nyelv és irodalom szakára, tanári szakirányra.
2018-ban kiadta Muraszombatban A kis herceg c. Antoine de Saint-Exupéry-mű fordítását vend nyelven, pontosabban annak goričkói dialektusában, ami már több mint négyszáz nyelven és nyelvjárásban olvasható világszerte. Nem sokkal később Zágrábban jelentette meg ugyanennek a regénynek a másik fordítását horvát kaj dialektusban. A munkában helyi szakemberek is a segítségére voltak.
Publikál még cikkeket is szlovénul és horvátul. A vend, a szlovén és horvát nyelvet kutatja Magyarországon, Szlovéniában, Horvátországban és Ausztriában.
Magyar–szlovén kettős állampolgárságú.